# Arroyo del Tala (Río Yí, linksseitig, II)
Der Arroyo del Tala ist ein Fluss in Uruguay.
Er entspringt in der Cuchilla del Rincón nordwestlich von Trinidad unweit östlich der Ruta 3. Von dort verläuft er auf dem Gebiet des Departamento Flores in nördliche Richtung, durchfließt auf seinem Weg bis zur Mündung das Gebiet der Cuchilla del Rincón und passiert dabei die kartographisch verzeichneten Punkte Paso del Sauce und Costas del Tala. Er mündet als linksseitiger Nebenfluss östlich von Andresito und unweit flussaufwärts der gegenüberliegenden Einmündung des Arroyo Gamarra in den Río Yí.